# 그루터 대 볼린저 사건
그루터 대 볼린저 사건(Grutter v. Bollinger)은 적극적 우대조치에 관한 미국 연방대법원의 유명 판례이다.

## 사건 개요
원고 바바라 그루터는 미시간주 거주 백인학생으로 미시간 대학교 법학대학원에 지원하였으나 불합격하였다. 당시 이 학생의 학점은 3.8점이었고 법학적성시험 성적은 161점이었다. 1997년 이 학생은 대학원을 상대로 미국수정헌법 제14조상 평등보호조항 위반 등을 이유로 소송을 제기하였다. 그루터는 학교가 인종을 주요 이유로 사용하여 백인이나 아시안계에 비해 흑인, 히스패닉, 인디언 출신에게 더 많은 입학의 기회를 주었다고 하였다.

## 판시 사항
미시간 대학교가 추구한 인종적 다양성을 목표로 하는 입학정책은 교육적 혜택을 목적으로 하는 정부의 강력한 이익과 들어 맞으므로 평등보호조항 위반이 아니라고 판시하였다. 25년 후 이런 적극적 우대조치가 필요없어 질 것이라고 언급한 점이 주목을 끌었으며, 2023년 6월 공정한 입학을 위한 학생들 대 하버드 대학교 사건에서 결정이 뒤집히게 되었다.